# Georgenberg (Wien)
Der Georgenberg, auch Sankt-Georgen-Berg, ist ein 330 m ü. A. hoher Berg im 23. Wiener Gemeindebezirk Liesing, am südlichen Stadtrand von Wien.
In dem beliebten Erholungsgebiet liegt die architektonisch ungewöhnliche Wotrubakirche und der Sterngarten des Österreichischen Astrovereins.

## Geografie
Der Georgenberg befindet sich im Bezirksteil Mauer am Übergang vom bebauten Gebiet zum Wienerwald. Im Westen schließen im Wald die Antonshöhe und der Wilde Berg an, im Osten geht er in den Sauberg über. Der zur Maurer Langen Gasse hin abfallende und mit Wohngebäuden bebaute Nordhang des Georgenbergs trägt den Flurnamen Schafleiten.
Der Georgenberg hat im Norden und Osten Anteil an der geologischen Stufe des Sarmatiums, im Süden am Badenium und im Westen an der Frankenfelser Decke der Nördlichen Kalkalpen.

## Geschichte
1938 wurde auf dem Georgenberg die Luftnachrichtentruppen-Kaserne errichtet, die 1949 abgetragen wurde, sodass ein Ruinengelände verblieb, in dem das Bundesheer Übungen veranstaltete. In den Jahren 1974 bis 1976 entstand die Wotrubakirche, ein aus Betonblöcken zusammengesetztes Bauwerk nach Entwürfen des Bildhauers Fritz Wotruba. Seit 1997 befindet sich der Sterngarten, ein Freiluftplanetarium, auf dem Georgenberg.
Der Durchzugsverkehr nach Kalksburg auf der den Georgenberg querenden Kalksburger Straße wird seit längerem durch die Sperre der Straße für den Autoverkehr südwestlich der Anton-Krieger-Gasse verhindert; die Zufahrt zur Wotrubakirche ist hingegen so ausgebaut, dass sie auch von Touristenautobussen bewältigt werden kann. Das Straßenstück direkt vor der Kirche wurde 2012 nach deren Initiatorin, Margarethe Ottilinger, Ottillingerplatz (alternative Schreibweise) benannt. 

Galerie
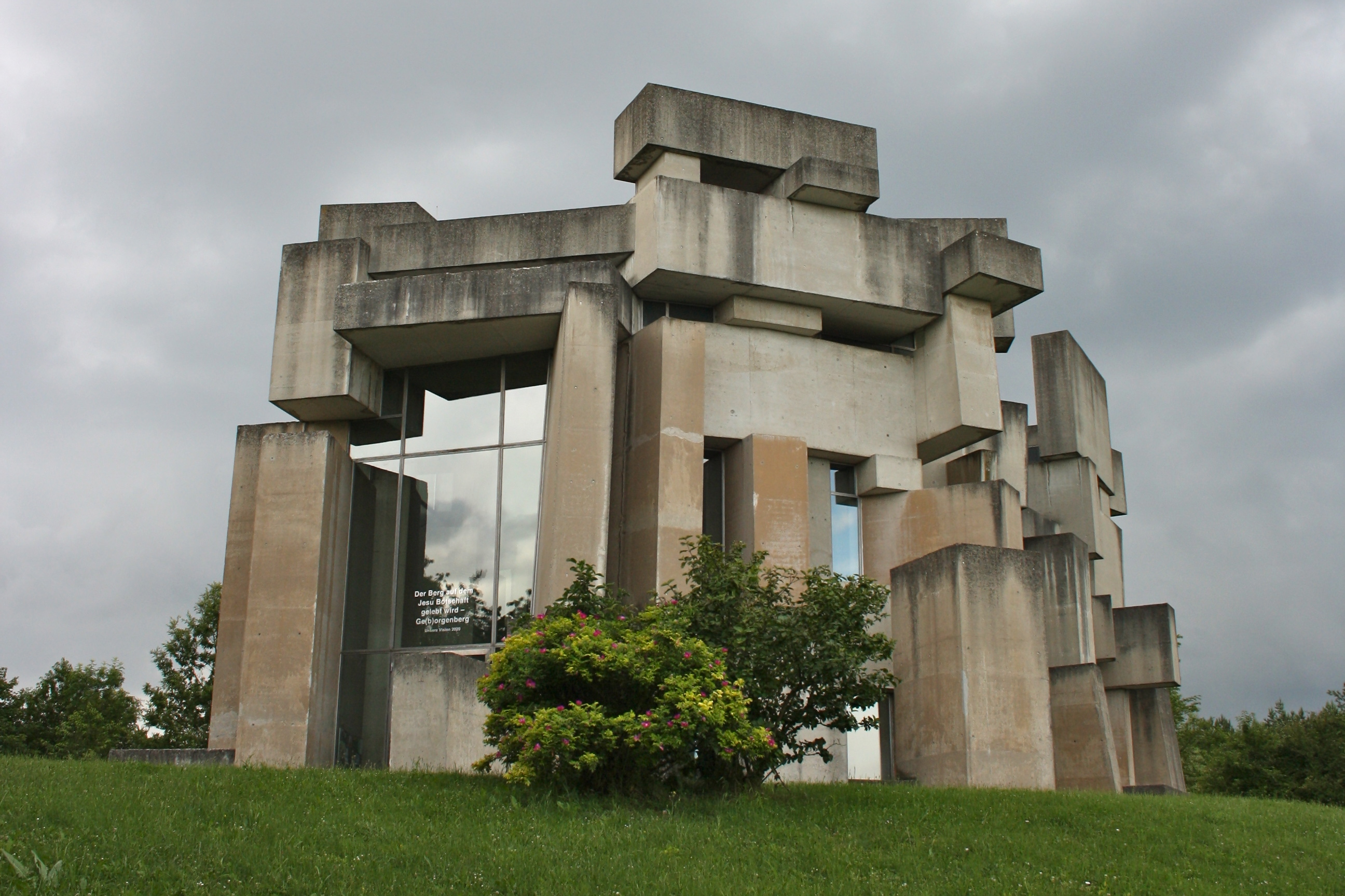
Wotrubakirche
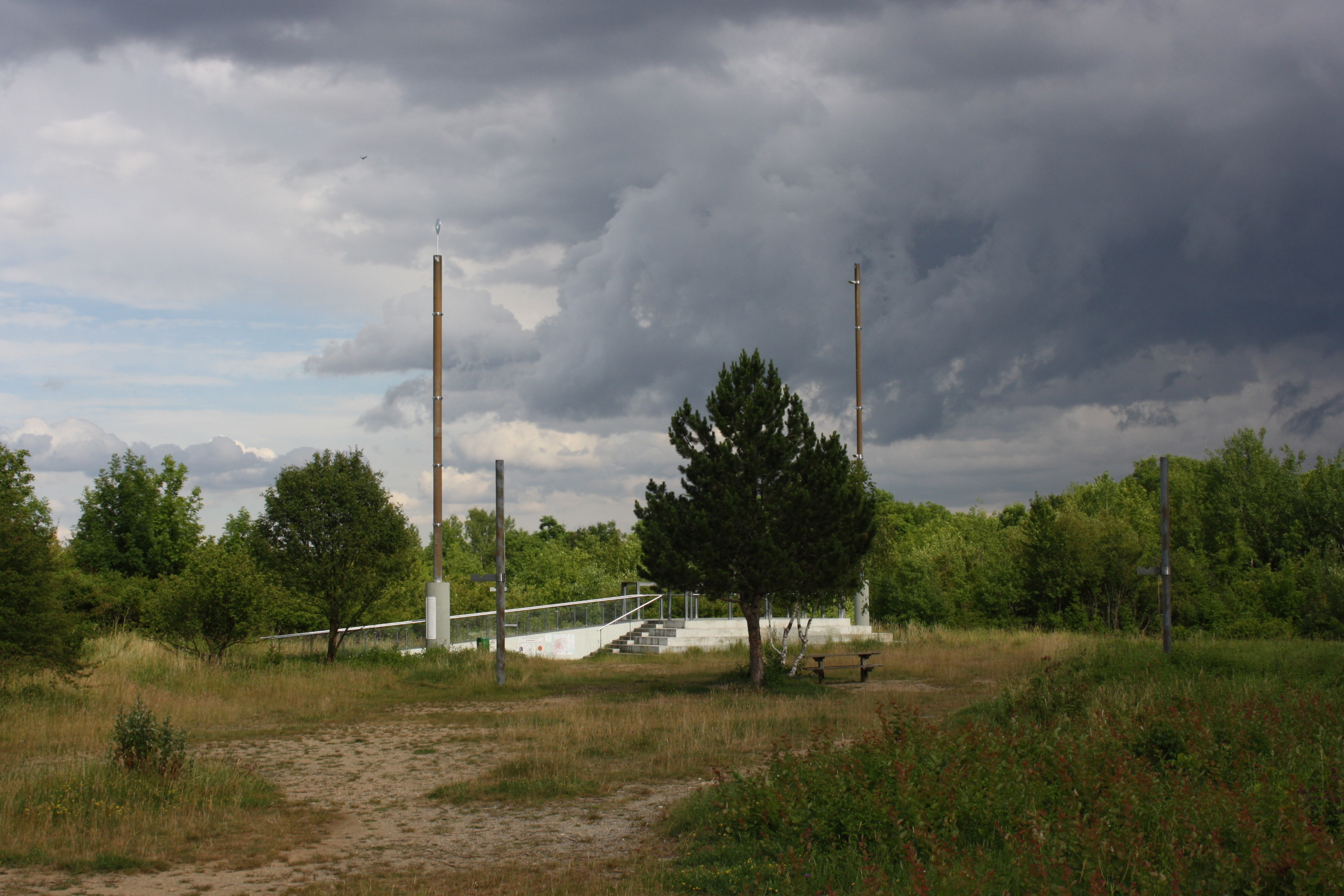
Sterngarten
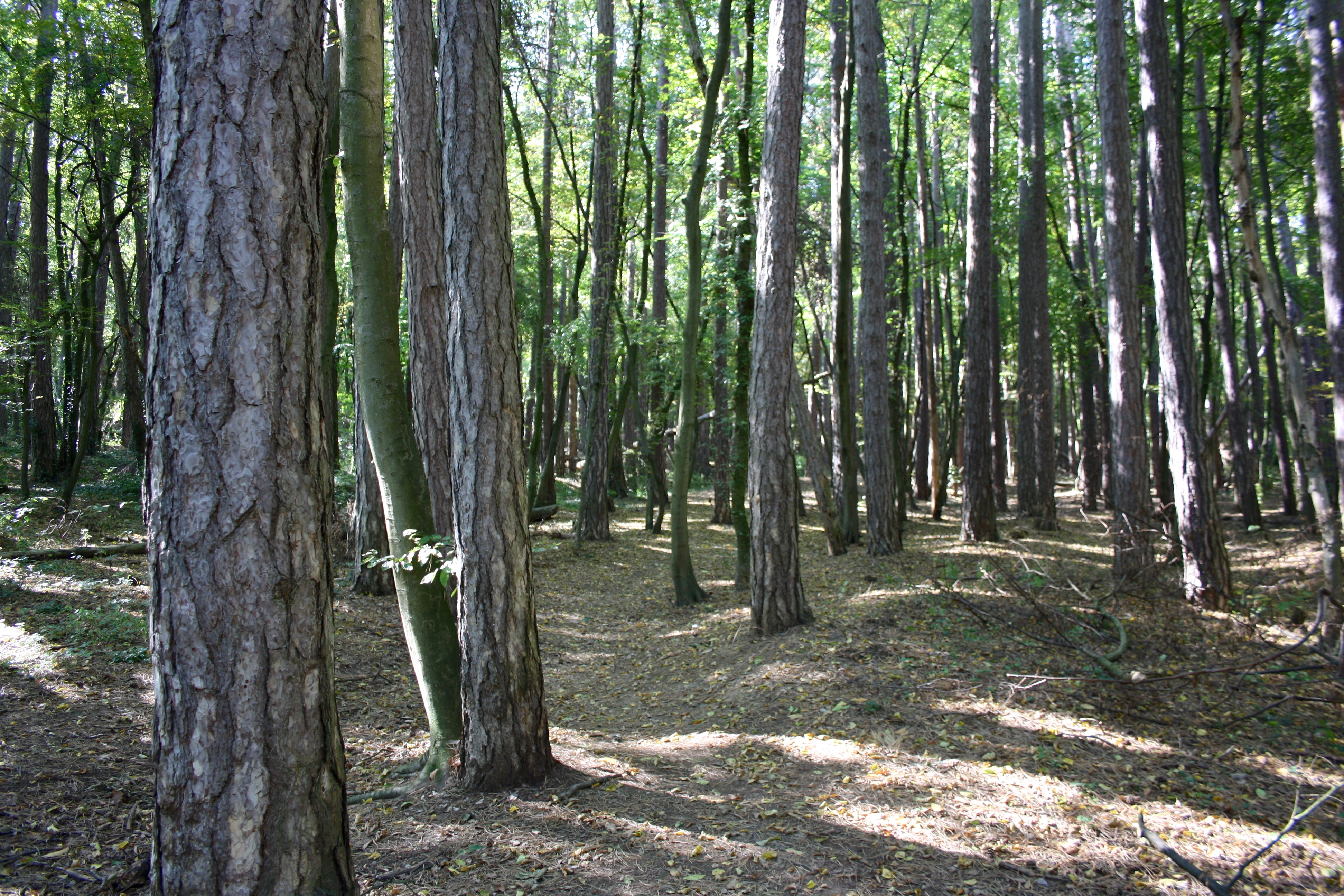
Kiefernbestand